# BR-163
Pour les articles homonymes, voir Route 163.

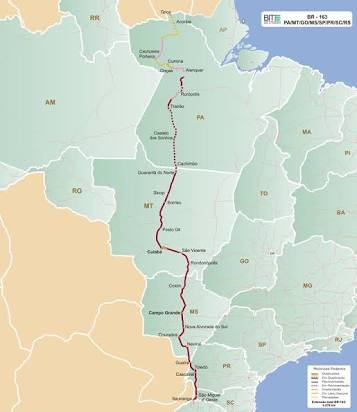
Carte de la route BR-163

La BR-163 est une route fédérale du Brésil qui s'étend sur 3 579 kilomètres. Son point de départ se situe à Tenente Portela, dans l'État du Rio Grande do Sul, non loin de la limite avec l'État de Santa Catarina, et elle s'achève près de la ville d'Óbidos, dans l'État du Pará. Contrairement aux autres routes longitudinales, et avec la BR-174, sa direction est Sud-Nord.
Depuis la construction en 1976, la majeure partie de la route n'a pas été goudronnée dans l'État de Pará. Pour cette raison, les étendues de terre battue se sont transformées en grandes flaques d'eau en période de pluie, rendant difficile l'écoulement des cultures agricoles dans la région. C'est une autoroute qui intègre le Sud avec le Centre-Ouest et le Nord du Brésil. Il est d'une importance fondamentale pour le flux de production du Pará et du nord de la région Centre-Ouest du Brésil. La connexion entre la frontière Mato Grosso-Pará et les ports de la région de Santarém, sur le fleuve Amazone, est à environ 1 000 km, de sorte que le centre et le nord du Mato Grosso ont des avantages à exporter leur énorme production agricole par cette voie, au lieu du port de Santos, qui se trouve à 2 000 km de cette zone. La route n'a été entièrement pavée dans l'État du Pará qu'en 2019. Dans l'État du Mato Grosso, le gouvernement fédéral a doublé l'autoroute entre les villes de Cuiabá et Rondonópolis, et une concession a doublé le tronçon entre Rondonópolis et la frontière du Mato Grosso do Sul. Il y a environ 330 km de tronçons en double de cette autoroute dans le Mato Grosso,,,,.
Elle dessert, entre autres villes :
- Tenente Portela (Rio Grande do Sul)
- São Miguel do Oeste (Santa Catarina)
- Dionísio Cerqueira (Santa Catarina)
- Marechal Cândido Rondon (Paraná)
- Guaíra (Paraná)
- Mundo Novo (Mato Grosso do Sul)
- Naviraí (Mato Grosso do Sul)
- Dourados (Mato Grosso do Sul)
- Rio Brilhante (Mato Grosso do Sul)
- Nova Alvorada do Sul (Mato Grosso do Sul)
- Campo Grande (Mato Grosso do Sul)
- Jaraguari (Mato Grosso do Sul)
- Bandeirantes (Mato Grosso do Sul)
- São Gabriel do Oeste (Mato Grosso do Sul)
- Rio Verde (Mato Grosso do Sul)
- Coxim (Mato Grosso do Sul)
- Sonora (Mato Grosso do Sul)
- Rondonópolis (Mato Grosso)
- Jaciara (Mato Grosso)
- Cuiabá (Mato Grosso)
- Várzea Grande (Mato Grosso)
- Sorriso (Mato Grosso)
- Sinop (Mato Grosso)
- Guarantã do Norte (Mato Grosso)
- Peixoto de Azevedo (Mato Grosso)
- Novo Progresso (Pará)
- Castelo de sonhos (Pará)
- Rurópolis (Pará)
- Santarém (Pará)

## Galerie

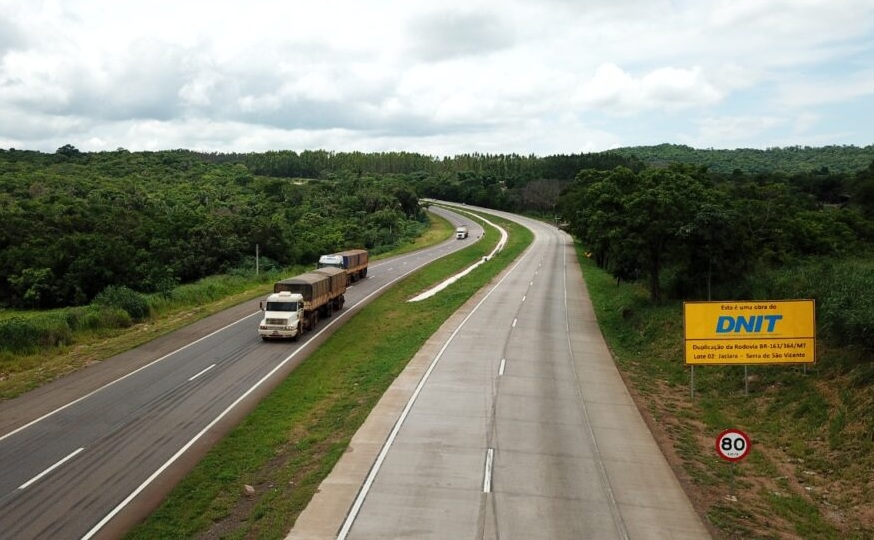
BR-163 / 364, tronçon en double entre Cuiabá et Rondonópolis
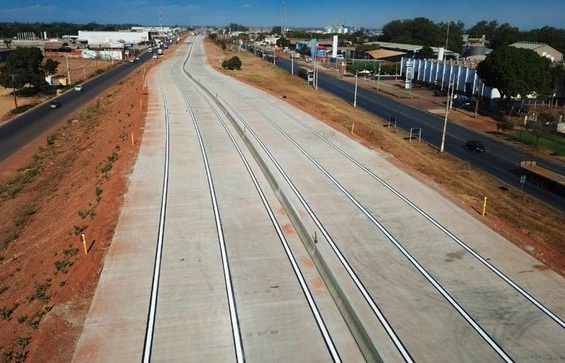
BR-163 / 364, tronçon en double entre Cuiabá et Rondonópolis
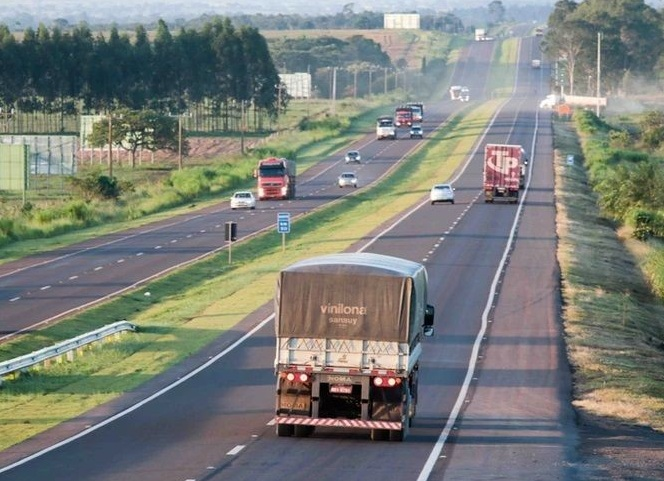
BR-163, tronçon en double dans le Mato Grosso do Sul
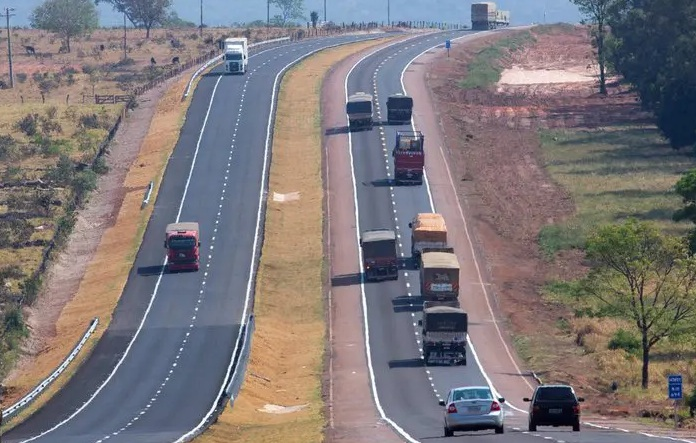
BR-163, tronçon en double dans le Mato Grosso do Sul